# به‌سوی شهوت
به‌سوی شهوت (به انگلیسی: Booty Call) یک فیلم کمدی و زوج هنری آمریکایی به کارگردانی جف پولاک با بازی جیمی فاکس، تومی دیویدسون، ویویکا ای فاکس و تامالا جونز که در سال ۱۹۹۷ منتشر شد.
این فیلم در راتن تومیتوز بر اساس بررسی‌های ۱۳ منتقد، امتیاز ۳۱٪ دارد.